# Camponotus klugii
Camponotus klugii är en myrart som beskrevs av Carlo Emery 1895. Camponotus klugii ingår i släktet hästmyror, och familjen myror. Inga underarter finns listade.